# Bathytelesto tubuliporoides
Bathytelesto tubuliporoides är en korallart som beskrevs av Williams 1989. Bathytelesto tubuliporoides ingår i släktet Bathytelesto och familjen Clavulariidae. Inga underarter finns listade i Catalogue of Life.